# Astragalus aequalis
Astragalus aequalis là một loài thực vật có hoa trong họ Đậu. Loài này được Clokey miêu tả khoa học đầu tiên.

## Hình ảnh

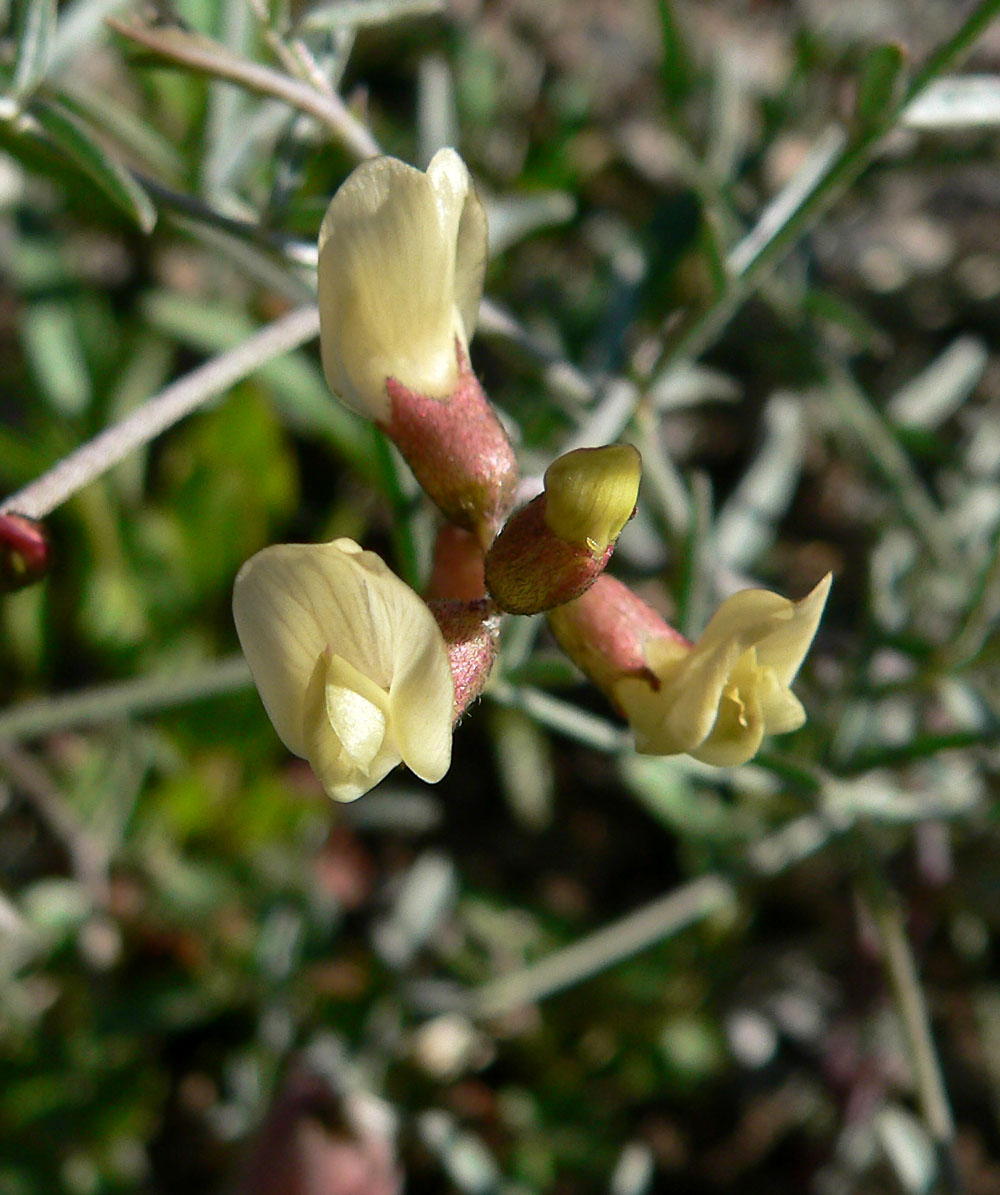
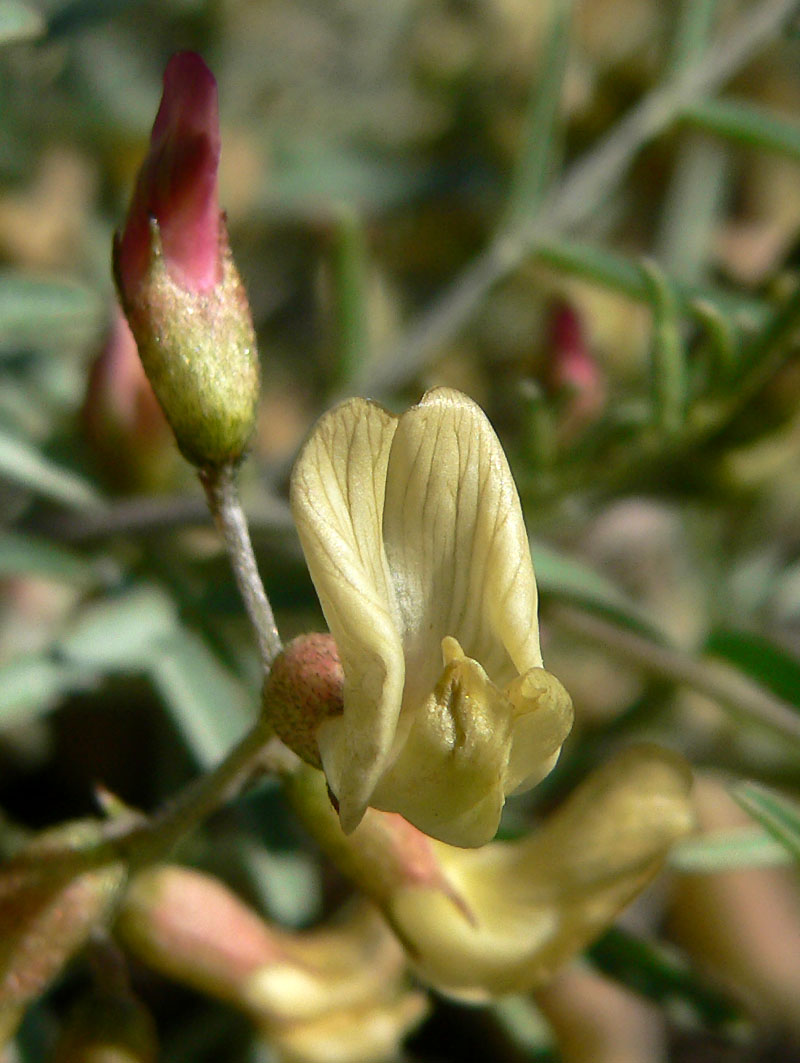
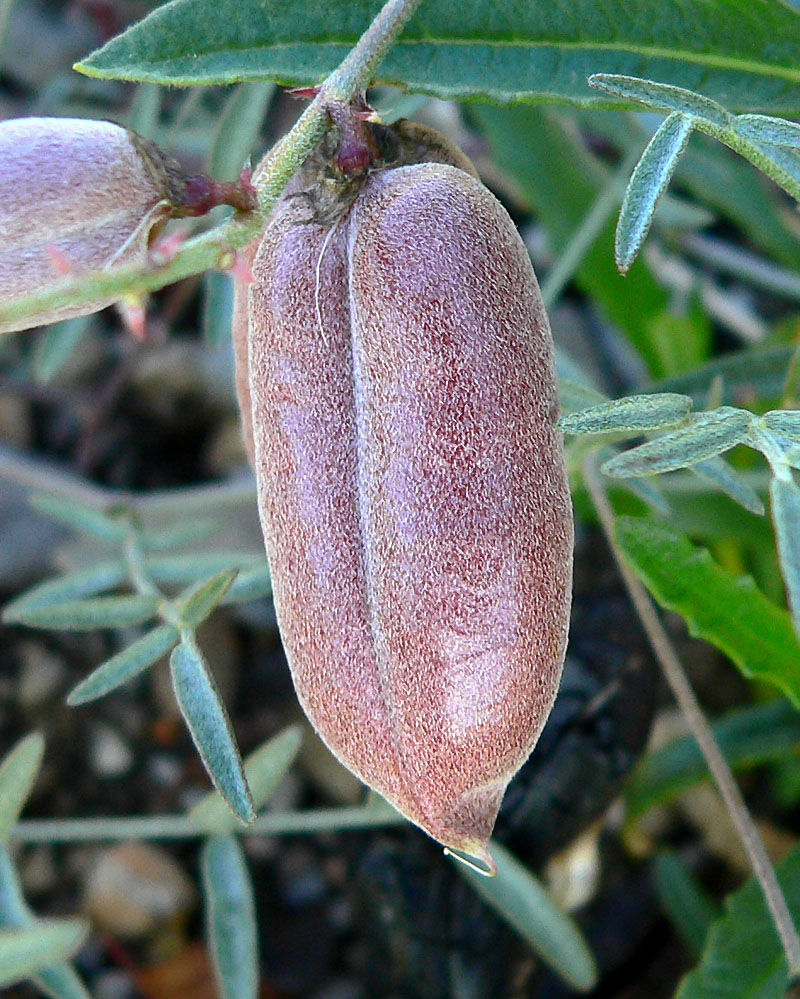